# Großbrösern
Großbrösern, obersorbisch Přezdrěń, ist ein Ortsteil der Gemeinde Radibor im Landkreis Bautzen in Sachsen. Der Ort zählt zum amtlichen sorbischen Siedlungsgebiet.

## Lage
Das Platzdorf liegt sechs Kilometer nordwestlich von Bautzen am Bolbritzer Wasser, am Verlauf der Verbindungsstraße zwischen den Dörfern Milkwitz und Schmochtitz im lössbedeckten Oberlausitzer Gefilde. Umliegende Ortschaften sind Schwarzadler im Norden, Cölln im Osten, Kleinwelka im Südwesten, Schmochtitz im Süden und Milkwitz im Nordwesten.
Zu Großbrösern gehört die Siedlung Kleinbrösern.

## Geschichte
Erstmals urkundlich erwähnt wurde der Ort als Breßen magnum im Jahr 1419. Der Ortsname wird abgeleitet von der altsorbischen Grundform *Prezdrěń aus prez ‚durch‘ und drěn ‚durchgebrochen, durchgerissen‘ (vgl. obersorbisch přez und drěć, reißen) und bezieht sich auf einen Walddurchbruch. Weitere deutsche Ortsnamensformen waren Presern 1535, Pssysdrin 1580 und ab 1615 schließlich Brösern. Der Namenszusatz Groß kam etwa 1658 hinzu.
Der Ort gehörte verwaltungstechnisch zum Rittergut Milkwitz und kirchlich bis 1809 zu Göda, danach wechselte Großbrösern in die Kirchengemeinde Neschwitz. Ab dem 25. Juli 1952 gehörte der Ort zum Kreis Bautzen im DDR-Bezirk Dresden. Die Gemeinde Milkwitz, zu der Großbrösern gehörte, wurde am 1. Januar 1973 aufgelöst und Großbrösern ein Ortsteil von Kleinwelka. Am 1. Oktober 1998 wurde Großbrösern aus der Gemeinde Kleinwelka nach Radibor umgegliedert.

## Bevölkerung und Sprache
1580 waren für Großbrösern acht Gärtner- und drei Häuslerfamilien als Einwohner verzeichnet, wobei Kleinbrösern nicht getrennt erfasst wurde, 1777 waren es sieben Gärtner und zwei Häusler. 1834 hatte Großbrösern 57 Einwohner, ebenso 1871. Bei der Volkszählung 1890 ermittelte man in Größbrösern 52 und in Kleinbrösern 27 Einwohner.
Für seine Statistik über die sorbische Bevölkerung in der Lausitz ermittelte Arnošt Muka in den achtziger Jahren des 19. Jahrhunderts in der gesamten Gemeinde Milkwitz einen sorbischsprachigen Bevölkerungsanteil von 86 Prozent. Seitdem ist der Gebrauch der sorbischen Sprache stark zurückgegangen.